# Operator (genetica)

1: RNA-polymerase, 2: Repressor, 3: Promotor, 4: Operator, 5: Lactose, 6: lacZ, 7: lacY, 8: lacA.
Boven: Een operator is een DNA-segment dat werkt als een aan/uit knop voor transcriptie. Het gen staat in principe uit. Als er geen lactose is dat de repressor deactiveert bindt de repressor aan de operator, waardoor de RNA-polymerase zich niet aan de promotor kan binden voor het aanmaken van lactase.
Onder: Het gen is aangezet en lactose deactiveert de repressor, waardoor het RNA-polymerase zich aan de promotor kan binden en het gen aanzet tot het aanmaken van lactase. Als alle lactose op is kan de repressor zich niet langer binden aan lactose en zal de repressor zich binden aan de operator, waarbij de aanmaak van lactase stopt.

Een operator is in de genetica een deel van het operon dat dicht bij of op de promotor ligt, waaraan een regulatoreiwit (repressor of activator) zich kan binden en daardoor de affiniteit van de promotor voor de RNA-polymerase vermindert of verhoogt. Daarmee wordt de transcriptie van het gen in het operon gereguleerd. De promotor dient als startplaats voor de RNA-polymerase. Bindt een repressor aan de operator, dan wordt de promotor ten minste gedeeltelijk bedekt, waardoor de RNA-polymerase zich niet meer kan binden. De transcriptie wordt verhinderd. Operatoren komen alleen voor bij prokaryoten en niet bij eukaryoten.

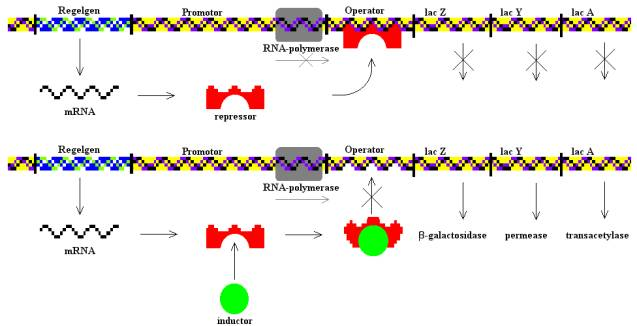
Het lac-operon